# Hermann von Metz
Hermann von Metz (* vor 1049; † 4. Mai 1090) war von 1073 bis 1090 Bischof von Metz.

## Leben
Hermann entstammte einer Seitenlinie des Geschlechtes der Grafen von Ardenne. Sein Neffe war Heinrich von Verdun (1076–1091 Bischof von Lüttich). Hermann war Dompropst der Lambertuskathedrale Lüttich.
Nach dem Tod von Bischof Adalbero III. am 13. November 1072 wurde er spätestens Anfang 1073 neuer Bischof von Metz. Im Investiturstreit zwischen Papst Gregor VII. und König Heinrich IV. gehörte er auf der Reichsversammlung, die im Januar 1076 in Worms stattfand, letztendlich auch zu den Bischöfen, die Gregor VII. den Gehorsam aufkündigten, obwohl er Bedenken gegen dieses Vorgehen geäußert haben soll. Als die folgende Reichsversammlung im Mai 1076 in Worms stattfand, hatte er sich bereits in das Lager der Gegner des Königs begeben. Am 25. August 1076 erhielt Hermann einen vielzitierten, kirchenhistorisch bedeutsamen Brief von Gregor VII., in welchem der Papst ihm seine Entscheidung zur Exkommunizierung von König Heinrich IV. ausführlich darlegte.
Hermann starb am 4. Mai 1090 und wurde in der Kirche Saint-Pierre-aux-Images in Metz beigesetzt, dieses Bauwerk wurde jedoch Mitte des 18. Jahrhunderts vollständig abgerissen.

## Literatur

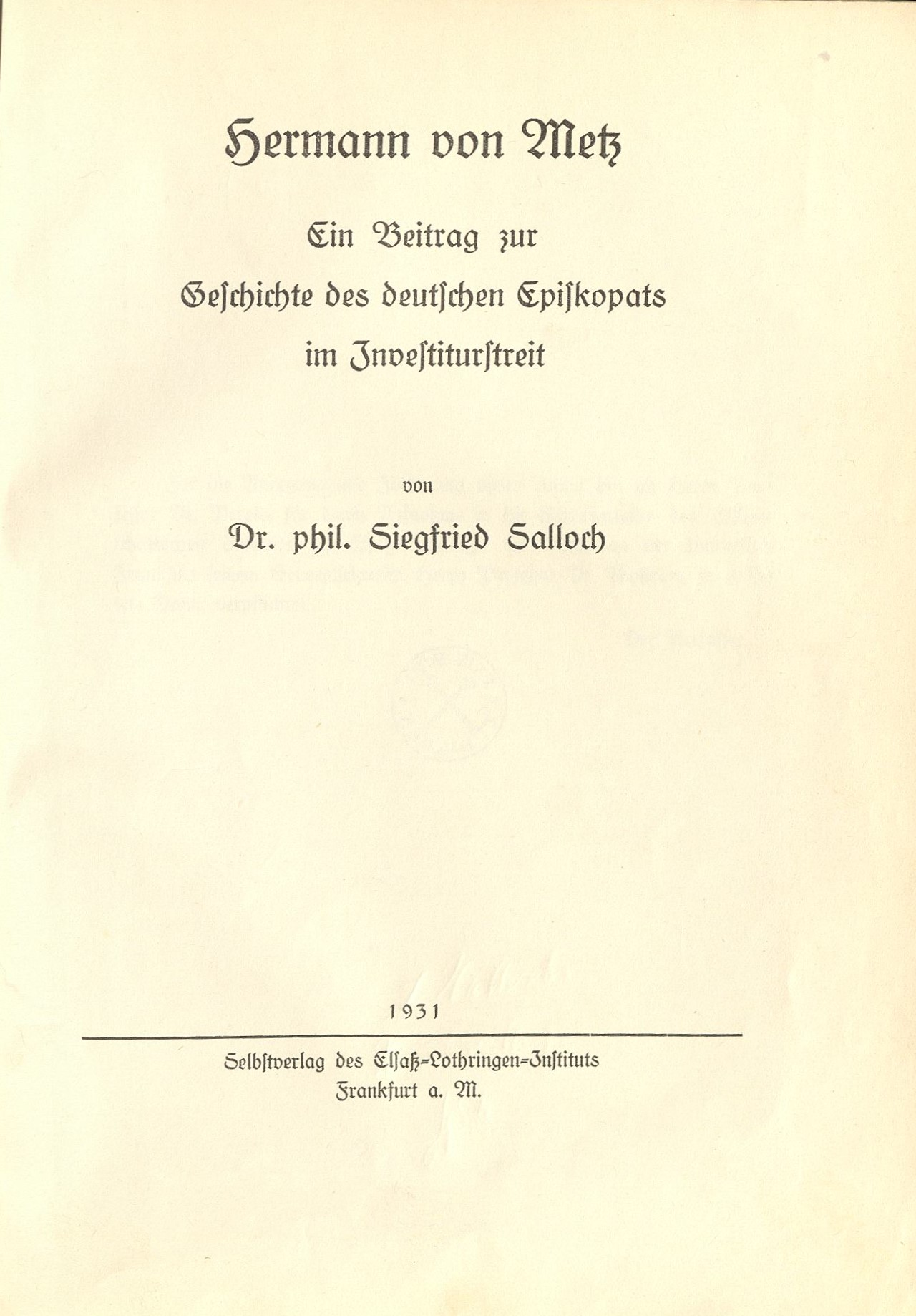
Siegfried Sallochs Dissertation 1931